# Кничанин, Стефан Петрович

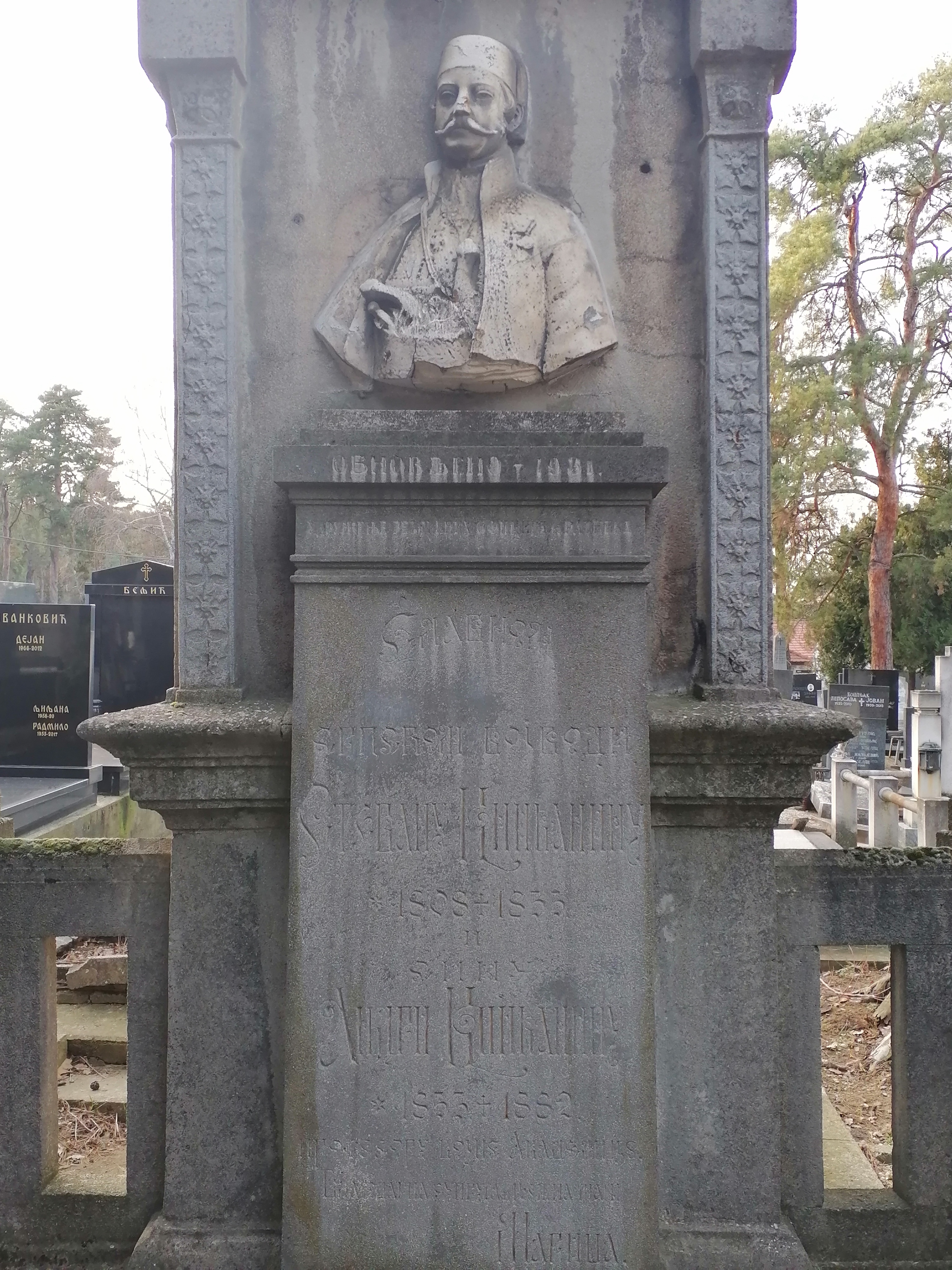

Сте́фан Пе́трович Кни́чанин (серб. Стеван Петровић Книћанин; 15 февраля 1807, Книч — 14 мая 1855, Белград) — сербский генерал, предводитель сербских добровольцев Воеводства Сербии в период Революции 1848—1849 годов.
Происходил из Книч, недалеко от Крагуевац (отчего и получил своё прозвище), входивший на тот момент в Смедеревский Санджак Османской империи. Сначала купец, Кничанин достиг большой популярности и был назначен воинским начальником в Смедерево. За участие в восстании изгнанный князем Михаилом Обреновичем, поселился в Видине, откуда был возвращён князем Александром Карагеоргиевичем и назначен членом сената. В 1848, вместе с князем Александром, покровительствовал политике патриарха Иосифа Раячича и восстанию сербохорватов против венгров. С отрядом волонтёров в три тысячи человек (по другим — пять тысяч) Кничанин поспешил на помощь венгерским сербам и успешно действовал против венгров. В 1854 был назначен военным министром и председателем военного совета.
Был награждён высшей наградой австрийской армии — орденом Марии-Терезии.
Скончался от инсульта 14 мая 1855 года в Белграде.
Село Кничанин в крае Воеводина названо в его честь.